# Koichi Kato
Koichi Kato (17 de junho de 1939 — 9 de setembro de 2016) foi um político japonês. Nascido em Tsuruoka, Yamagata, foi membro da Casa dos Representantes do Japão e do Partido Liberal Democrata.